# Dilettánsok utazása
A Dilettánsok utazása (Amiran Amilahvari nyugalmazott főhadnagy visszaemlékezéseiből) Bulat Okudzsava történelmi regénye, rokonítható az író Szegény Avroszimov és Merszi, avagy Sipov kalandjai című korábbi regényeivel.
A regény I. Miklós uralkodásának utolsó évtizedében, a dekabrista felkelést követő években játszódik. Néhány dekabrista még életben van, Puskin és Lermontov halálának emléke még élénk, a regény hősei tanúi voltak és részt vettek a krími háborúban. Ez a regény történelmi háttere, amelyben egy romantikus szerelmi történet alakul ki, és minden akadályt elpusztít útjában.
A mese elejétől a végéig fordulatos történet. A regény a forradalmárnak tűnő, valójában inkább filozofálgató Szergej Mjatlev herceg szerelmi, társadalmi megpróbáltatásait meséli el. Így kezdődik: „A párbajban mint Mjatlev herceg segédje vettem részt.” 
Feddhetetlenséged vérszomjas.

## Magyarul
- Dilettánsok utazása. Amiran Amilahvari nyugalmazott főhadnagy visszaemlékezéseiből (Путешествие дилетантов); ford. Bojtár Anna, Fejér Irén; Európa, Bp., 1982